# Élections législatives de 1981 en Guadeloupe
Les élections législatives françaises de 1981 en Guadeloupe se déroulent les 14 et 21 juin 1981.

## Élus
| Circonscription | Député sortant   | Parti | Parti | Député élu ou réélu | Parti | Parti    |
| --------------- | ---------------- | ----- | ----- | ------------------- | ----- | -------- |
| 1re             | José Moustache   |       | RPR   | Ernest Moutoussamy  |       | PCG      |
| 2e              | Mariani Maximin  |       | RPR   | Frédéric Jalton     |       | PS       |
| 3e              | Raymond Guilliod |       | RPR   | Marcel Esdras       |       | app. UDF |

## Positionnement des partis
Le Parti communiste guadeloupéen et le Parti socialiste se présentent dans les trois circonscriptions du département tandis que le Mouvement des radicaux de gauche a un candidat dans la 2e circonscription.
La majorité sortante, réunie dans l'Union pour la nouvelle majorité (UNM), soutient elle aussi des candidats dans l'ensemble des circonscriptions guadeloupéennes, dont les trois députés sortants RPR. Cependant, la droite part partout divisée, puisque l'on compte plusieurs candidatures UNM ou des dissidences dans chaque circonscription. Dans celle de Pointe-à-Pitre (1re), Marlène Captant, qui présidait le comité de soutien départemental à la candidature de Jacques Chirac à la présidentielle, se présente en tant que dissidente RPR et dans celle des Abymes (2e), Marcel Lacoma, ancien suppléant de Mariani Maximin, est candidat sous l'étiquette « gaulliste départementaliste ». Dans le détail, on compte 3 candidats RPR, 2 UDF et 1 radical.
Enfin, l'extrême gauche est représentée dans les 1re et 2e circonscriptions alors que l'écologiste Édouard Deher-Lesaint se présente dans la circonscription de Pointe-à-Pitre.

## Résultats

### Analyse
Le Rassemblement pour la République est le grand perdant de ce scrutin puisque ses trois députés sont éliminés dès le premier tour : le RPR perd ainsi en moyenne 25,5 points par rapport au scrutin de 1978. Ce recul important profite tout d'abord à la gauche mais aussi à l'UDF qui voit son candidat dans la 3e circonscription, Marcel Esdras, élu face au communiste Jérôme Cléry.
A contrario, la gauche progresse sensiblement et remporte deux sièges : Ernest Moutoussamy dans la 1re circonscription pour le Parti communiste guadeloupéen (PCG) et Frédéric Jalton dans la 2e pour le Parti socialiste. Les socialistes, qui se présentaient uniquement dans une circonscription – celle des Abymes – en 1978, voient leur audience électorale s'accroître, gagnant jusqu'à 12 points sur le scrutin législatif précédent. Quant au PCG, il reste relativement stable, progressant dans deux circonscriptions (Pointe-à-Pitre et Basse-Terre) et reculant dans la troisième (Les Abymes), mais devient le premier parti du département.
Les autres formations politiques enregistrent de faibles scores.

### Résultats à l'échelle du département
| Parti          | Parti                                         | Premier tour | Premier tour | Second tour | Second tour | Sièges |
| Parti          | Parti                                         | Voix         | %            | Voix        | %           | Sièges |
| -------------- | --------------------------------------------- | ------------ | ------------ | ----------- | ----------- | ------ |
|                | Parti communiste guadeloupéen                 | 10 682       | 25,76        | 21 314      | 35,81       | 1      |
|                | Fédération guadeloupéenne du Parti socialiste | 9 757        | 23,53        | 13 550      | 22,77       | 1      |
|                | Mouvement des radicaux de gauche              | 133          | 0,32         |             |             | 0      |
|                | Majorité présidentielle                       | 20 572       | 49,62        | 34 864      | 58,58       | 2      |
|                |                                               |              |              |             |             |        |
|                | Rassemblement pour la République              | 8 474        | 20,44        |             |             | 0      |
|                | Union pour la démocratie française            | 6 620        | 15,97        | 18 033      | 30,30       | 1      |
|                | Divers droite                                 | 2 933        | 7,07         | 6 619       | 11,12       | 0      |
|                | Parti radical                                 | 1 535        | 3,70         |             |             | 0      |
|                | Union pour la nouvelle majorité               | 19 562       | 47,18        | 24 652      | 41,42       | 1      |
|                |                                               |              |              |             |             |        |
|                | Extrême gauche                                | 1 255        | 3,03         |             |             | 0      |
|                | Divers écologiste                             | 72           | 0,17         | 0           |             |        |
|                |                                               |              |              |             |             |        |
| Inscrits       | Inscrits                                      | 175 514      | 100,00       | 172 502     | 100,00      | 3      |
| Abstentions    | Abstentions                                   | 132 420      | 75,45        | 110 207     | 63,89       |        |
| Votants        | Votants                                       | 43 094       | 24,55        | 62 295      | 36,11       |        |
| Blancs et nuls | Blancs et nuls                                | 1 633        | 3,79         | 2 779       | 4,46        |        |
| Exprimés       | Exprimés                                      | 41 461       | 96,21        | 59 516      | 95,54       |        |

### Résultats par circonscription

#### Première circonscription (Pointe-à-Pitre)
| Candidat       | Candidat               | Parti             | Premier tour | Premier tour | Second tour | Second tour |  |
| Candidat       | Candidat               | Parti             | Voix         | %            | Voix        | %           |  |
| -------------- | ---------------------- | ----------------- | ------------ | ------------ | ----------- | ----------- |  |
|                | Ernest Moutoussamy élu | PCG               | 6 503        | 39,05        | 13 208      | 61,97       |  |
|                | Lucien Bernier         | UDF (Rad)         | 2 855        | 17,14        | 8 107       | 38,03       |  |
|                | José Moustache sortant | RPR (UNM)         | 2 629        | 15,79        |             |             |  |
|                | Henri Beaujean         | Radsoc            | 1 535        | 9,22         |             |             |  |
|                | Marlène Captant        | diss. RPR         | 1 192        | 7,16         |             |             |  |
|                | M.-F. Girard           | Extrême gauche    | 1 048        | 6,29         |             |             |  |
|                | Benoît Bourguignon     | PS                | 820          | 4,92         |             |             |  |
|                | Édouard Deher-Lesaint  | Divers écologiste | 72           | 0,43         |             |             |  |
|                |                        |                   |              |              |             |             |  |
| Inscrits       | Inscrits               | Inscrits          | 59 470       | 100,00       | 59 402      | 100,00      |  |
| Abstentions    | Abstentions            | Abstentions       | 42 262       | 71,06        | 36 884      | 62,09       |  |
| Votants        | Votants                | Votants           | 17 208       | 28,94        | 22 518      | 37,91       |  |
| Blancs et nuls | Blancs et nuls         | Blancs et nuls    | 554          | 3,22         | 1 203       | 5,34        |  |
| Exprimés       | Exprimés               | Exprimés          | 16 654       | 96,78        | 21 315      | 94,66       |  |

#### Deuxième circonscription (Les Abymes)
| Candidat       | Candidat                | Parti          | Premier tour | Premier tour | Second tour | Second tour |  |
| Candidat       | Candidat                | Parti          | Voix         | %            | Voix        | %           |  |
| -------------- | ----------------------- | -------------- | ------------ | ------------ | ----------- | ----------- |  |
|                | Frédéric Jalton élu     | PS             | 7 594        | 54,36        | 13 550      | 67,18       |  |
|                | Marcel Lacoma           | Divers droite  | 2 933        | 21,00        | 6 619       | 32,82       |  |
|                | Mariani Maximin sortant | RPR (UNM)      | 2 074        | 14,85        |             |             |  |
|                | George Tarer-Tacite     | PCG            | 1 028        | 7,36         |             |             |  |
|                | Philippe Anaïs          | CO             | 207          | 1,48         |             |             |  |
|                | M.-F. Girard            | MRG            | 133          | 0,95         |             |             |  |
|                |                         |                |              |              |             |             |  |
| Inscrits       | Inscrits                | Inscrits       | 62 128       | 100,00       | 62 135      | 100,00      |  |
| Abstentions    | Abstentions             | Abstentions    | 47 566       | 76,56        | 41 141      | 66,21       |  |
| Votants        | Votants                 | Votants        | 14 562       | 23,44        | 20 994      | 33,79       |  |
| Blancs et nuls | Blancs et nuls          | Blancs et nuls | 593          | 4,07         | 825         | 3,93        |  |
| Exprimés       | Exprimés                | Exprimés       | 13 969       | 95,93        | 20 169      | 96,07       |  |

#### Troisième circonscription (Basse-Terre - Marie-Galante)
| Candidat       | Candidat                 | Parti          | Premier tour | Premier tour | Second tour | Second tour |  |
| Candidat       | Candidat                 | Parti          | Voix         | %            | Voix        | %           |  |
| -------------- | ------------------------ | -------------- | ------------ | ------------ | ----------- | ----------- |  |
|                | Marcel Esdras élu        | UDF (UNM)      | 3 765        | 34,74        | 9 926       | 55,05       |  |
|                | Jérôme Cléry             | PCG            | 3 151        | 29,07        | 8 106       | 44,95       |  |
|                | Raymond Guilliod sortant | RPR (UNM)      | 2 579        | 23,80        |             |             |  |
|                | Jean Nouvel              | PS             | 1 343        | 12,39        |             |             |  |
|                |                          |                |              |              |             |             |  |
| Inscrits       | Inscrits                 | Inscrits       | 53 916       | 100,00       | 50 965      | 100,00      |  |
| Abstentions    | Abstentions              | Abstentions    | 42 592       | 79           | 32 182      | 63,15       |  |
| Votants        | Votants                  | Votants        | 11 324       | 21           | 18 783      | 36,85       |  |
| Blancs et nuls | Blancs et nuls           | Blancs et nuls | 486          | 4,29         | 751         | 4           |  |
| Exprimés       | Exprimés                 | Exprimés       | 10 838       | 95,71        | 18 032      | 96          |  |